# Фозер, Кай
Кай Фо́зер (нем. Kay Voser, род. 4 января 1987 года, Баден, Швейцария) — швейцарский футболист, защитник. Основная игровая позиция — правый защитник. Также может сыграть на позиции левого защитника и правого полузащитника. Ранее представлял молодёжную и юниорские сборные Швейцарии разных возрастов.

## Карьера
Фозер начал заниматься футболом в клубе «Фислисбах». В 1997 году перешёл в молодёжный состав «Грассхоппера». Во взрослый состав клуба перешёл в 2005 году. В Швейцарской Суперлиге дебютировал 26 марта 2006 года в матче против клуба «Шаффхаузен». Параллельно с Суперлигой, Фозер продолжал выступать за резервный фарм-клуб «Грассхоппер II» в Швейцарской Первой лиге. Свой первый гол за «Грассхоппер» Фозер забил 17 марта 2007 года в матче против «Люцерна».
31 мая 2011 года Фозер подписал трёхлетний контракт с «Базелем». Дебютировал в клубе 16 июля 2011 года в матче против «Янг Бойз». В конце сезона 2011/12 вместе с клубом выиграл золотой дубль: Швейцарскую Суперлигу и Кубок Швейцарии.
В сезоне 2012/13 Фозер снова стал чемпионом Швейцарии в составе «Базеля». В этом же сезоне «Базель» дошёл до финала Кубка Швейцарии, однако уступил в финальном матче «Грассхопперу».
Свой первый гол в составе «Базеля» Фозер забил 23 ноября 2013 года в матче против «Туна». В конце сезона 2013/14 Фозер в третий раз стал чемпионом Швейцарии в составе «Базеля».
2 июля 2014 года Фозер подписал двухлетний контракт с английским «Фулхэмом» с опцией продления ещё на год. Сумма трансфера осталась неизвестной. В феврале 2016 года контракт Фозера был расторгнут по обоюдному согласию с клубом. Остаток сезона 2015/16 Фозер провёл в «Сьоне», после чего подписал двухлетний контракт с «Цюрихом» в июне 2016 года.
6 марта 2018 года Фозер подписал контракт с клубом «Шарлотт Индепенденс» из USL, второй лиги США. Покинул «Шарлотт» по окончании сезона 2018.

## Достижения
«Базель»
- Чемпион Швейцарии: 2011/12, 2012/13, 2013/14
- Обладатель Кубка Швейцарии: 2012
- Финалист Кубка Швейцарии: 2013, 2014
- Обладатель Кубка часов: 2011, 2013